# Becsehely
Becsehely è un comune dell'Ungheria di 2.290 abitanti (dati 2001). È situato nella contea di Zala.